# روگرو برتی
روگرو برتی (انگلیسی: Ruggero Berti; ۲۸ ژانویهٔ ۱۹۰۹ – ۲۹ دسامبر ۱۹۸۵) دوچرخه‌سوار اهل ایالات متحده آمریکا بود. وی در بازی‌های المپیک تابستانی ۱۹۳۲ شرکت کرده است.